# Eduardo Moll
Eduardo Moll Wagner (Leipzig, 1929-Lima, 25 de enero de 2018), fue un artista plástico, crítico de arte y escritor peruano.  

## Biografía
Eduardo Moll nace en Leipzig en 1929. A los 10 años llega al Perú y realiza sus estudios escolares en el centenario Colegio Anglo-Peruano (hoy Colegio San Andrés), en la ciudad de Lima.  Realizó estudios de música en el Conservatorio Nacional de Música y también estudió Química industrial en la Universidad Nacional Mayor de San Marcos. Sus estudios de arte los realizó en Lima, París y Munich, incursionando en la abstracción desde 1954 Estuvo casado con Rosanna Perasso.
Fue creador de las Escuelas de Artes Plásticas de la Penitenciaría Central de Lima en 1956 y del Reformatorio de Menores de Maranga en 1963. También dirigió un Taller Experimental de Arte de la Unión Nacional de Ciegos del Perú, cuya sede está ubicada en la plaza Bolognesi.
Reconocido grabador, fomentó el desarrollo del intaglio (aguatinta y punta seca) siendo entre 1966 y 1968 profesor de grabado en la Universidad Nacional de Ingeniería.  Creó la Galería & Consultoría de Arte Moll en el distrito de Miraflores.
Fue miembro de la Asociación Internacional de Críticos de Arte (AICA) y organizó con Juan Acha la Sección Peruana de Críticos en 1961.
Falleció el 25 de enero de 2018 a la edad de 88 años.

## Obra plástica
- El autorretrato (1951)
- La cruz del camino.

## Obra escrita
- Víctor Humareda, 1987.
- Enrique Camino Brent, 1988.
- Ricardo Grau, 1989.
- Luis Palao Berastain, 1990.
- Sabino Springett, 1990.
- Julia Codesido, 1991.
- Carlos Revilla, 1991.
- Tilsa Tsuchiya, 1991.
- El suicida, 2005.

## Exposiciones
- 2017: “Del pasado al presente”, en La Galería (San Isidro)
- 2015: “Remembranzas”, en La Galería (San Isidro)

## Premios y reconocimientos
- Ganador del II Salón de Grabado ICPNA

Nominado candidato al Premio Príncipe de Asturias de las Letras en 1996 y de las Artes en los años 2003 y 2004 en Oviedo – España. 